# Bayan Obo
Bayan Obo o  Baiyun-Obo o Baiyun'ebo  (白雲鄂博礦區T, 白云鄂博矿区S, Báiyún Èbó Kuàngqū P), mongolo: richovoo, è una città mineraria situata nella parte occidentale della Mongolia Interna, Cina. A livello amministrativo è un distretto  della città-prefettura di Baotou, collocata a più di 120 km a sud di Bayan Obo. Le miniere a nord della città sono i più grandi depositi di terre rare conosciuti e da essi nel 2005 si estraeva il 45% dell'intera produzione mondiale.